# Surinaams voetbalelftal (vrouwen)
Het Surinaams vrouwenvoetbalelftal, ook wel Natio Oema (Nationale Vrouwen) genoemd, is een voetbalteam dat uitkomt voor Suriname bij internationale wedstrijden, zoals de CONCACAF Gold Cup voor vrouwen.

## WK historie
- 1991: Niet deelgenomen
- 1995: Niet deelgenomen
- 1999: Niet deelgenomen
- 2003: Niet gekwalificeerd
- 2007: Niet gekwalificeerd
- 2011: Niet gekwalificeerd
- 2015: Niet gekwalificeerd
- 2019: Niet gekwalificeerd
- 2023: Niet gekwalificeerd

## Olympische Spelen
- 1996: Niet deelgenomen
- 2000: Niet deelgenomen
- 2004: Niet gekwalificeerd
- 2008: Niet gekwalificeerd
- 2012: Niet gekwalificeerd
- 2016: Teruggetrokken
- 2020: Niet gekwalificeerd

## CONCACAF

### CONCACAF kampioenschap
- 1991: Niet deelgenomen
- 1993: Niet deelgenomen
- 1994: Niet deelgenomen
- 1998: Niet deelgenomen
- 2000: Niet deelgenomen
- 2002: Niet gekwalificeerd
- 2006: Niet gekwalificeerd
- 2010: Niet gekwalificeerd
- 2014: Niet gekwalificeerd
- 2018: Niet gekwalificeerd
- 2022: Niet gekwalificeerd

### CONCACAF Gold Cup
- 2000: Niet deelgenomen
- 2002: Niet gekwalificeerd
- 2006: Niet gekwalificeerd
- 2010: Niet gekwalificeerd
- 2014: Niet gekwalificeerd
- 2018: Niet gekwalificeerd
- 2022: Niet gekwalificeerd

## Lijst van internationals
- Jeanine Alexander
- Pamela Ansoe
- Amy Banarsie
- Jennifer Beharie
- Anne Bhagerath
- Hadassa Brandon
- Cady Chin See Chong
- Ethel Fraser
- Saveira Gallant
- Saffira Hoogdorp
- Fabiënne Karsoredjo
- Xaviera Krimbo
- Andaya Lantveld
- Samanie Loe A Foe
- Latifah Moedjijo
- Ravalcheny van Ommeren
- Rowena Ondaan
- Katoucha Patra
- Naomi Piqué
- Chayenne Purperhart
- Orthea Riley
- Jolanda Saling
- Tryfosa Sastrokromo
- Shamaira Stoutenburg-Stekkinger
- Mayra Tjin A Koeng
- Shania Tjoen A Choy
- Griffith Vaissaire
- Mirelva Wongsodimedjo

## Internationale voetbalscheidsrechters
- Mijensa Rensch
- Suelle Shepperd